# Lijst van personen overleden in maart 2014
Dit is een lijst van bekende personen die overleden zijn in maart 2014.

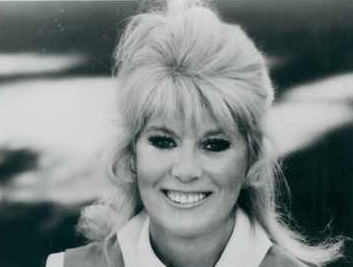
Sheila MacRae
6 maart

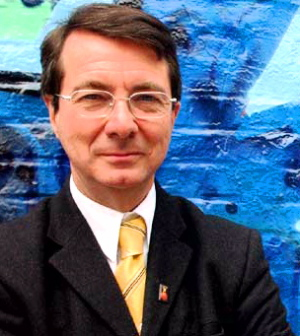
Gerard Mortier
9 maart

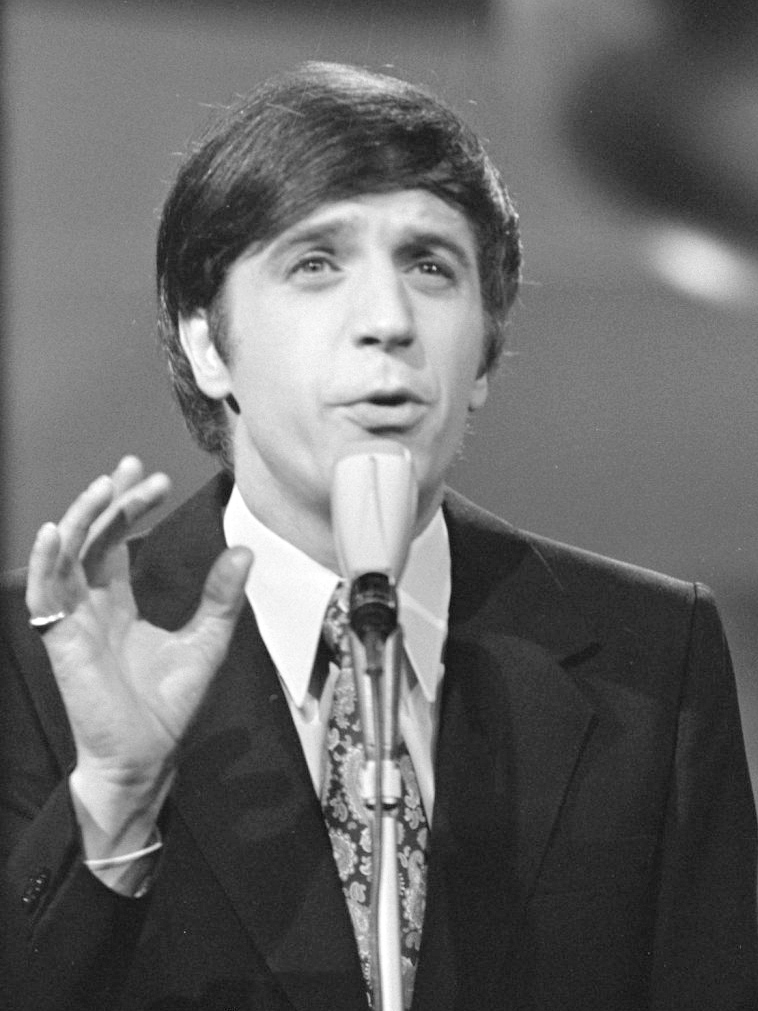
Jean Vallée
12 maart

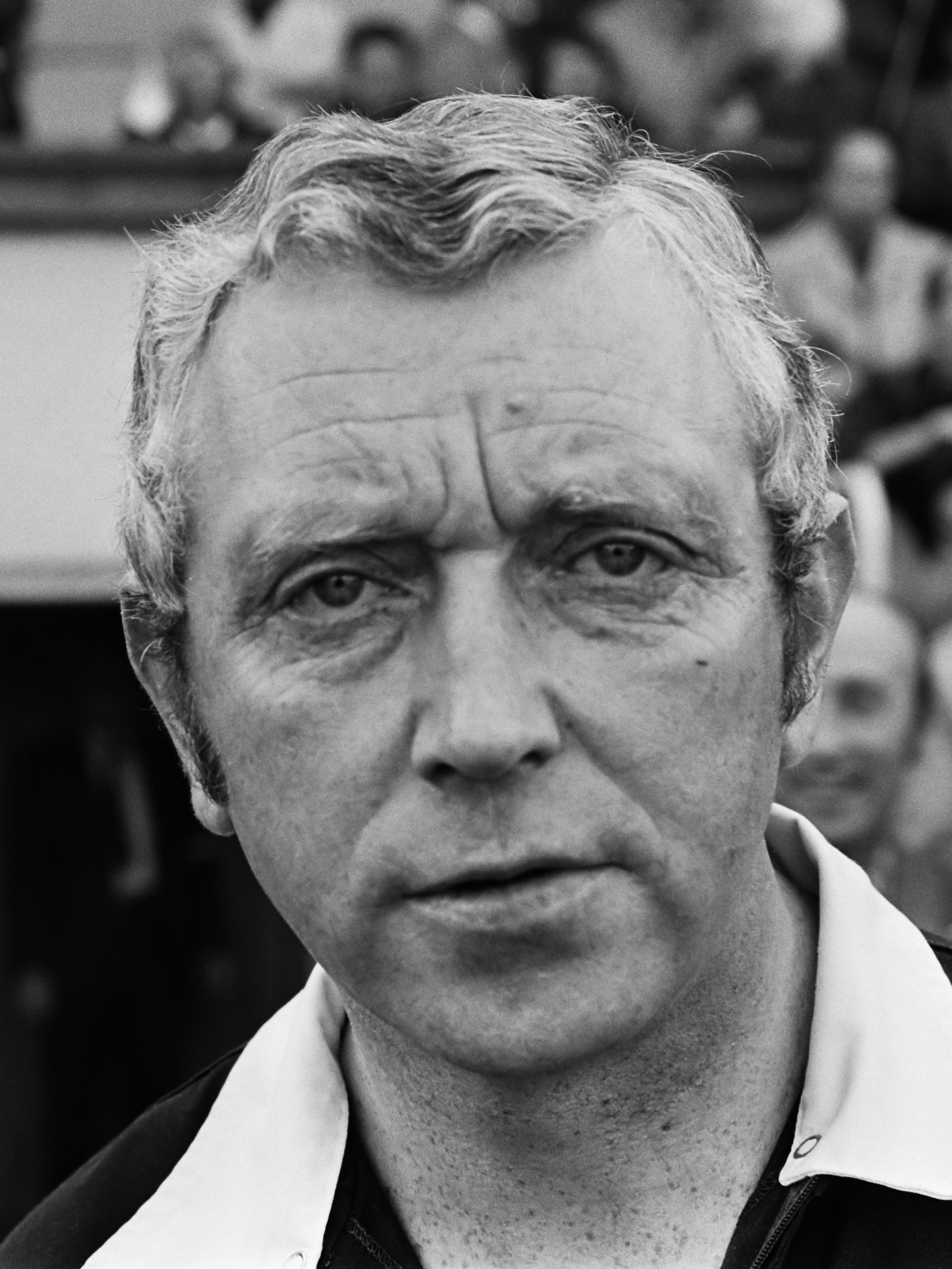
Henk Weerink
13 maart

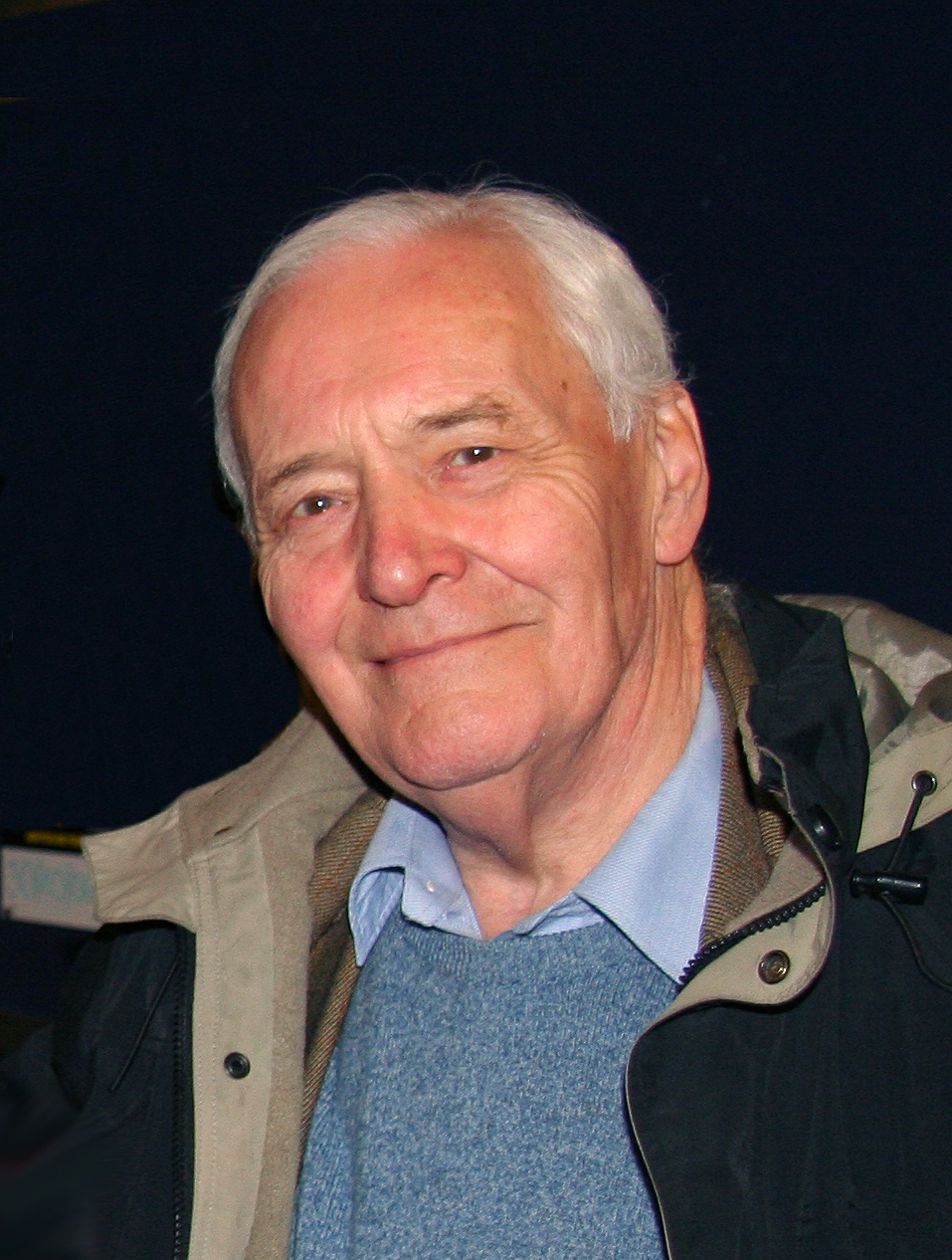
Tony Benn
14 maart

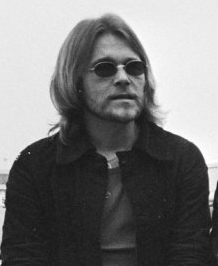
Cees Veerman
15 maart

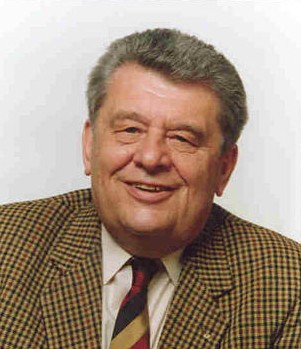
Ernest Mühlen
19 maart

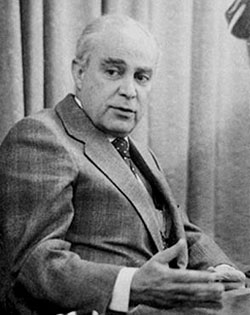
Robert Schwarz Strauss
19 maart

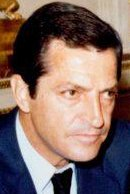
Adolfo Suárez
23 maart

| 1 | 2 | 3 | 4 | 5 | 6 | 7 | 8 | 9 | 10 | 11 | 12 | 13 | 14 | 15 | 16 | 17 | 18 | 19 | 20 | 21 | 22 | 23 | 24 | 25 | 26 | 27 | 28 | 29 | 30 | 31 |
| - | - | - | - | - | - | - | - | - | -- | -- | -- | -- | -- | -- | -- | -- | -- | -- | -- | -- | -- | -- | -- | -- | -- | -- | -- | -- | -- | -- |

### 1 maart
- Alain Resnais (91), Frans filmregisseur[1]
- Paul Tant (68), Belgisch politicus[2]

### 3 maart
- Christine Buchegger (71), Oostenrijks actrice[3]
- Mat van Hensbergen (75), Nederlands filmmaker en cameraman[4]
- Valère Mekeirel (88), Belgisch wielrenner[5]

### 4 maart
- Lieuwe Visser (73), Nederlands bariton, operazanger en zangpedagoog[6]

### 5 maart
- Scott Kalvert (49), Amerikaans filmregisseur[7]

### 6 maart
- Jean-Louis Bertuccelli (71), Frans filmregisseur[8]
- Sheila MacRae (92), Brits actrice[9]
- Marion Stein (87), Oostenrijks-Brits pianiste[10]

### 8 maart
- Joan Ferrier (60), Surinaams-Nederlands orthopedagoge en bestuurder[11]
- William Guarnere (90), Amerikaans militair[12]
- Wendy Hughes (61), Australisch actrice[13]
- Luk Vanhorenbeek (70), Belgisch politicus[14]

### 9 maart
- Mohammed Fahim (56), Afghaans politicus en vicepresident[15]
- Nazario Moreno González (44), Mexicaans crimineel[16]
- Gerard Mortier (70), Belgisch opera-intendant[17]
- Nel Siertsema-Smid (85), Nederlands politica[18]

### 12 maart
- Věra Chytilová (85), Tsjechisch filmregisseur[19]
- René Llense (100), Frans voetbaldoelman[20]
- José da Cruz Policarpo (78), Portugees kardinaal[21]
- Zoja Roednova (67), Russisch tafeltennisspeelster[22]
- Jean Vallée (72), Belgisch zanger[23]

### 13 maart
- Ahmad Tejan Kabbah (82), president van Sierra Leone[24]
- Kay Werner Nielsen (92), Deens wielrenner[25]
- Henk Weerink (77), Nederlands voetbalscheidsrechter[26]

### 14 maart
- Tony Benn (88), Brits politicus[27]
- Meir Har-Zion (80), Israëlisch commando[28]

### 15 maart
- David Brenner (78), Amerikaans komiek[29]
- Jan Van Duffel (105), Belgisch priester[30]
- Cees Veerman (70), Nederlands gitarist, componist en zanger[31][32]

### 16 maart
- Gary Bettenhausen (72), Amerikaans autocoureur[33]
- Ad Bloemendaal (65), Nederlands journalist en correspondent[34]
- Mitch Leigh (86), Amerikaans componist, dirigent en theaterproducent[35]

### 17 maart
- Marek Galiński (39), Pools wielrenner[36]
- Jerlan Pernebekov (18), Kazachs wielrenner[37]

### 18 maart
- Joe Lala (66), Amerikaans drummer en acteur[38]
- Ben Staartjes (85), Nederlands zeiler[39]

### 19 maart
- Ernest Mühlen (87), Luxemburgs politicus[40]
- Fred Phelps (84), Amerikaans evangelist en activist[41]
- Robert Schwarz Strauss (95), Amerikaans advocaat en diplomaat[42]

### 20 maart
- Hennie Aucamp (80), Zuid-Afrikaans schrijver[43]
- Iñaki Azkuna (71), Spaans politicus[44]
- Hilderaldo Bellini (83), Braziliaans voetballer[45]
- Lawrence Walsh (102), Amerikaans rechter en advocaat[46]

### 21 maart
- Wout Pennings (64), Nederlands gitarist[47]
- James Rebhorn (65), Amerikaans acteur[48]
- Ignatius Zakka I Iwas (80), Iraaks Syrisch-orthodox patriarch[49]

### 22 maart
- Fernand De Clerck (81), Belgisch voetbalbestuurder[50]
- M.A.G. van Meerhaeghe (92), Belgisch hoogleraar[bron?]
- Patrice Wymore (87), Amerikaans actrice[51]

### 23 maart
- Regine Beer (93), Belgisch holocaustoverlevende[52]
- Ashley Booth (74), Schots voetballer[53]
- Pierre Heijboer (76), Nederlands journalist[54]
- Adolfo Suárez (81), Spaans politicus[55]

### 24 maart
- Marianne Dommisse (86), Nederlands fotografe[56]
- Peter Graaff (78), Nederlands generaal[57]
- Nanda van der Zee (62), Nederlands historica[58]

### 25 maart
- Lode Wouters (84), Belgisch wielrenner[59]

### 27 maart
- James Schlesinger (85), Amerikaans politicus[60]

### 29 maart
- Hobart Alter (80), Amerikaans zeiler en bootontwerper[61]

### 30 maart
- Karl Walter Diess (86), Oostenrijks acteur[62]
- Jan de Graaff (70), Nederlands journalist[63]
- Erik Menkveld (54), Nederlands schrijver en dichter[64]
- Kate O'Mara (74), Brits actrice[65]
- Püntsog Wangyal (91), Tibetaans-Chinees activist[66]

### 31 maart
- Frankie Knuckles (59), Amerikaans house-dj en -producer[67]
- John van Nielen (52), Nederlands voetballer[68]
- Roger Somville (90), Belgisch kunstschilder[69]

1900 ·
1901 ·
1902 ·
1903 ·
1904 ·
1905 ·
1906 ·
1907 ·
1908 ·
1909 ·
1910 ·
1911 ·
1912 ·
1913 ·
1914 ·
1915 ·
1916 ·
1917 ·
1918 ·
1919 ·
1920 ·
1921 ·
1922 ·
1923 ·
1924 ·
1925 ·
1926 ·
1927 ·
1928 ·
1929 ·
1930 ·
1931 ·
1932 ·
1933 ·
1934 ·
1935 ·
1936 ·
1937 ·
1938 ·
1939 ·
1940 ·
1941 ·
1942 ·
1943 ·
1944 ·
1945 ·
1946 ·
1947 ·
1948 ·
1949 ·
1950 ·
1951 ·
1952 ·
1953 ·
1954 ·
1955 ·
1956 ·
1957 ·
1958 ·
1959 ·
1960 ·
1961 ·
1962 ·
1963 ·
1964 ·
1965 ·
1966 ·
1967 ·
1968 ·
1969 ·
1970 ·
1971 ·
1972 ·
1973 ·
1974 ·
1975 ·
1976 ·
1977 ·
1978 ·
1979 ·
1980 ·
1981 ·
1982 ·
1983 ·
1984 ·
1985 ·
1986 ·
1987 ·
1988 ·
1989 ·
1990 ·
1991 ·
1992 ·
1993 ·
1994 ·
1995 ·
1996 ·
1997 ·
1998 ·
1999 ·
2000 ·
2001 ·
2002 ·
2003 ·
2004 ·
2005 ·
2006 ·
2007 ·
2008 ·
2009 ·
2010 ·
2011 ·
2012 ·
2013 ·
2014 ·
2015 ·
2016 ·
2017 ·
2018 ·
2019 ·
2020 ·
2021 ·
2022 ·
2023 ·
2024 ·
2025